# 永長正士
永長 正士（ながおさ まさし、1956年9月21日 - ）は、日本の財務官僚。人事院事務総長。大阪府出身。東京大学法学部第1類（私法コース）卒業

## 来歴・人物
大阪府出身。大阪府立大手前高等学校から東京大学文科一類に入学。東京大学法学部第1類（私法コース）を卒業し、1979年に大蔵省入省。入省同期には加藤勝信（衆議院議員、厚生労働大臣、内閣官房長官）、木下康司（第10代財務事務次官）、香川俊介（第11代財務事務次官）、田中一穂（第12代財務事務次官）、古澤満宏（財務官）ら。
大蔵省（現・財務省）に入省した際、国家公務員試験を1位で合格し、大臣官房秘書課に配属される。財務官僚としては初めて人事院事務総長に就任した。

## 略歴
- 1975年3月 - 大阪府立大手前高等学校卒業
- 1979年3月 - 東京大学法学部第1類（私法コース）卒業[2]
- 1979年4月 - 大蔵省入省（大臣官房秘書課配属・国家公務員試験1位合格）
- 1980年 - 大臣官房秘書課調査係長心得
- 1981年 - 留学（米国プリンストン大学）
- 1983年 - 主計局法規課企画係長
- 1984年 - 主計局調査課調査第二係長[6]
- 1985年 - 国税庁長官官房国際業務室課長補佐
- 1986年 - 甲府税務署長
- 1987年 - 大蔵省国際金融局為替資金課課長補佐
- 1988年 - 和歌山県総務部財政課長
- 1990年 - 主税局税制第二課課長補佐
- 1992年 - 主税局税制第一課課長補佐
- 1994年 - 主税局総務課課長補佐（総括）[7]
- 1995年 - 大蔵大臣秘書官事務取扱
- 1998年 - 総務庁行政管理局管理官
- 2000年6月 - 国際局為替資金課長
- 2001年1月 - 財務省国際局為替資金課長
- 2001年7月 - 主税局調査課長
- 2003年7月 - 主税局税制第一課長
- 2005年7月 - 主税局総務課長
- 2007年7月 - 大臣官房審議官（国際局担当）
- 2009年7月 - 人事院事務総局審議官（人材局担当）
- 2010年7月 - 人事院事務総局審議官（事務総局担当）
- 2012年7月 - 人事院事務総局総括審議官
- 2014年4月 - 人事院事務総長
- 2017年6月 - 退官
- 2017年10月 - 山田コンサルティンググループ株式会社顧問、税理士法人山田&パートナーズ顧問[8]